# آسترلیتز (نیویورک)
آسترلیتز، نیویورک (به انگلیسی: Austerlitz, New York) یک سکونتگاه مسکونی در ایالات متحده آمریکا است که در شهرستان کلمبیا، نیویورک واقع شده‌است.

## خصوصیات
آسترلیتز ۱۲۶٫۵ کیلومترمربع مساحت و ۱٬۶۵۴ نفر جمعیت دارد و ۳۵۸ متر بالاتر از سطح دریا واقع شده‌است.